# Tianzhenosaurus
Tianzhenosaurus war eine Gattung von Vogelbeckensauriern aus der Gruppe der Ankylosauria. Sie lebte am Ende der Oberkreide in Ostasien.

## Merkmale
Tianzhenosaurus war ein eher kleinerer Vertreter der Ankylosaurier, seine Länge wird auf 4 Meter geschätzt. Er ähnelt im Körperbau Saichania, erreicht aber nur 60 % von dessen Größe. Der Schädel (28 Zentimeter lang) war breit und endete in einem zahnlosen Hornschnabel. Am Hinterkopf und an der Wange trug er zwei knöcherne Dornen, die Oberseite des Schädels war von einer Panzerung aus rundlichen Knochenplatten bedeckt. Die Zähne waren in zwei annähernd parallelen Zahnreihen angeordnet, wie bei allen Ankylosauriern waren sie klein und blattförmig und an eine pflanzliche Ernährung angepasst.
Der restliche Körper von Tianzhenosaurus ist nicht sehr gut bekannt. Wie alle Ankylosaurier war er ein quadrupeder (sich auf allen vieren fortbewegender) Dinosaurier, dessen Rumpf von einer Panzerung aus Knochenplatten bedeckt war.

## Entdeckung und Benennung
Fossile Überreste von Tianzhenosaurus wurde in China in der Huiquanpu-Formation in den Provinzen Shanxi und Hebei entdeckt und nach dem Fundort, dem Kreis Tianzhen (zur bezirksfreien Stadt Datong gehörig) in Shanxi benannt. Einzige Art und somit Typusart ist T. youngi. Die Funde werden in die späte Oberkreide (Maastrichtium) datiert.

## Systematik
Die systematische Stellung von Tianzhenosaurus ist umstritten. Aufgrund der großen Ähnlichkeiten mit Saichania wird die Gattung manchmal als dessen Synonym betrachtet. Eine phylogenetische Untersuchung von Vickaryous et al. (2004) sieht ihn hingegen nahe mit Pinacosaurus verwandt. Nach diesen Untersuchungen ist die Gattung Pinacosaurus sogar paraphyletisch in Bezug auf Tianzhenosaurus. Die Autoren räumen aber ein, dass dies auch mit den eher spärlichen Fossilfunden in Verbindung stehen kann.